# 菊池広域連合
菊池広域連合（きくちこういきれんごう、英：Kikuchi Wide Area Union）は、菊池市、合志市の2市と菊池郡の菊陽町、大津町の2町（発足当初は1市7町）で構成される広域連合。1998年7月1日に県内で2番目の特別地方公共団体として発足した。

## 構成自治体
菊池市・合志市・菊池郡菊陽町・大津町

## 構成自治体（発足当初）
現在の菊池市（菊池市、菊池郡七城町・旭志村・泗水町）、菊陽町、大津町、現在の合志市（合志町・西合志町）

## 隣接している自治体
- 熊本県
  - 熊本市
  - 山鹿市
  - 上益城郡益城町
  - 阿蘇市
  - 阿蘇郡西原村・南阿蘇村
- 大分県
  - 日田市

## 消防本部

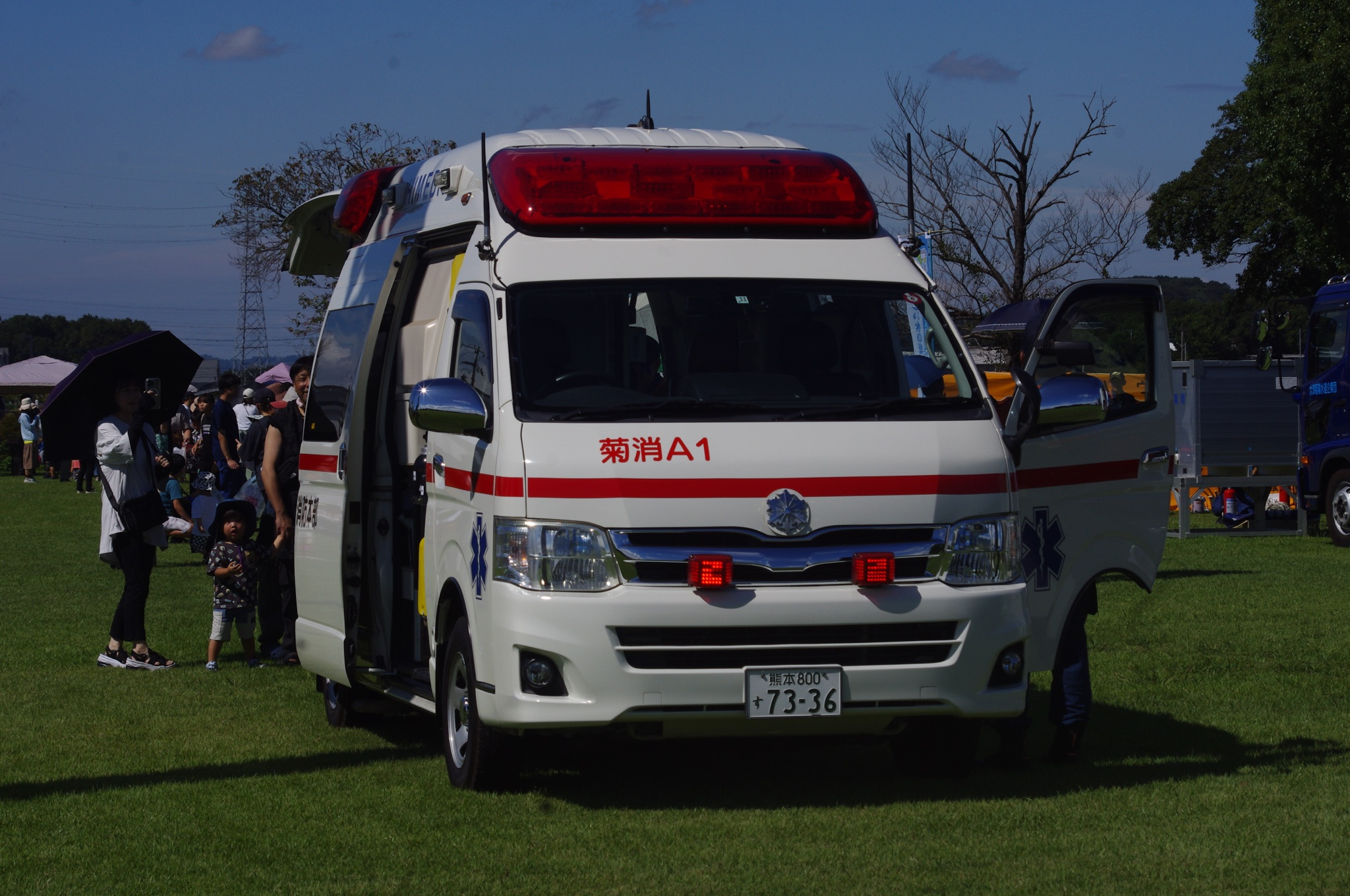
救急車
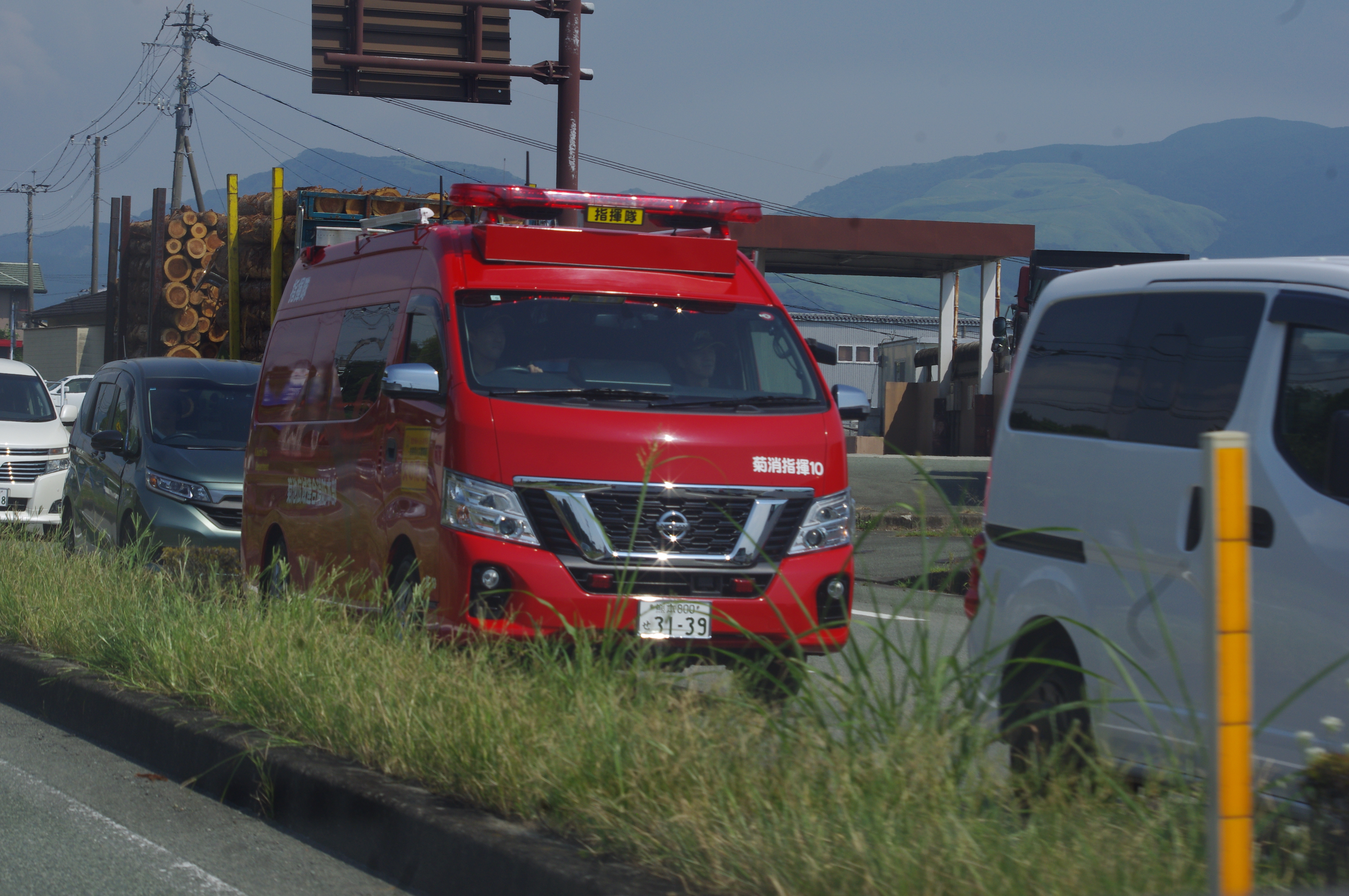
指揮車
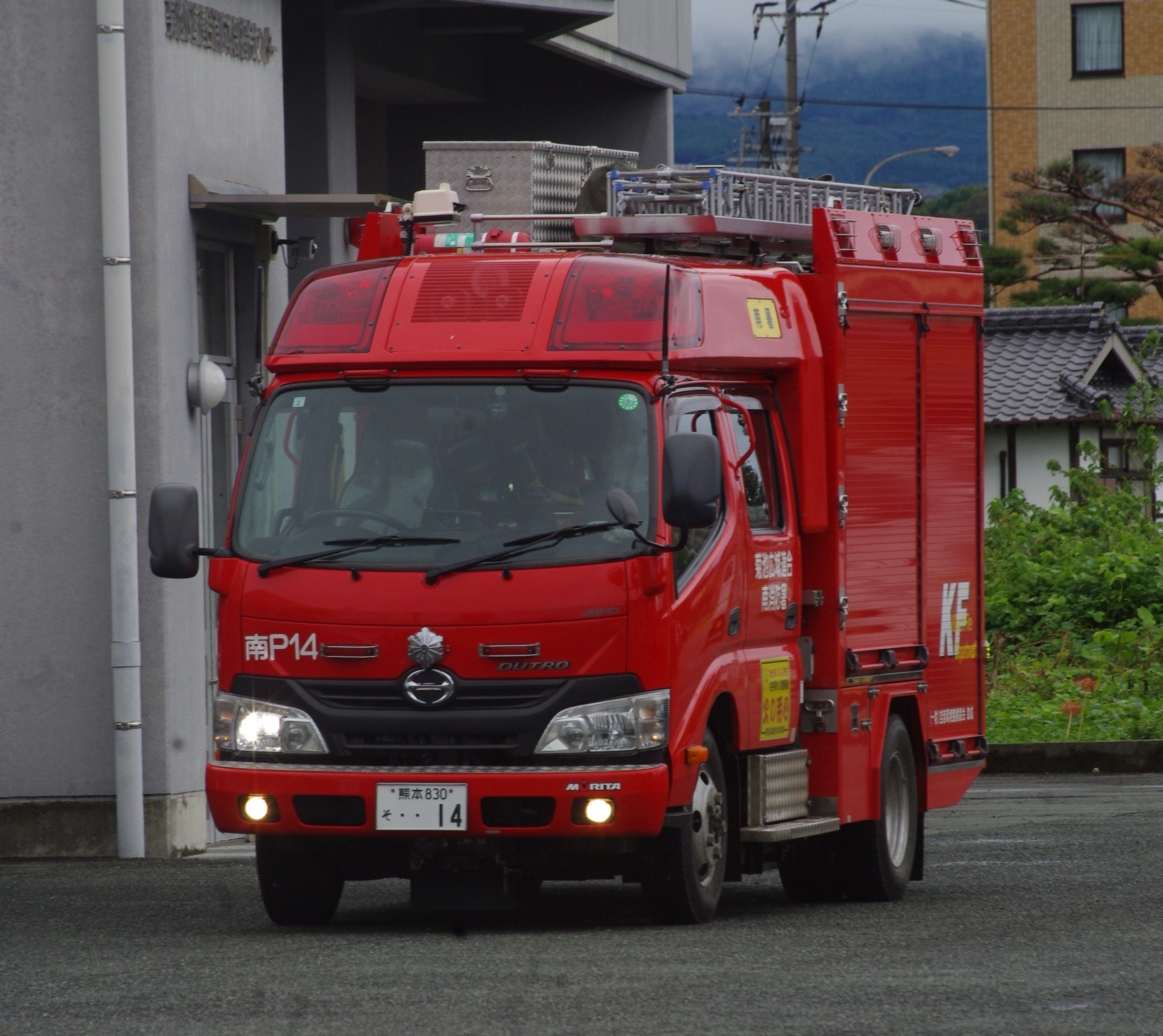
消防車

- 消防本部：菊池郡菊陽町原水7-1
- 管内面積：2市2町466,60km²
- 職員数：定員240名　実員202名
- 消防署4カ所
- 主力機械（2023年3月31日現在）
  - 消防ポンプ自動車：4
  - 多目的ポンプ車：1
  - タンク車:3
  - はしご付消防自動車：1
  - 化学車：1
  - 救助工作車：2
  - 救急自動車：9
  - 資機材搬送車：4
  - 指揮車：4
  - その他（救急普及啓発車など）：8

- 救急車
- 指揮車
- 消防車

### 消防署

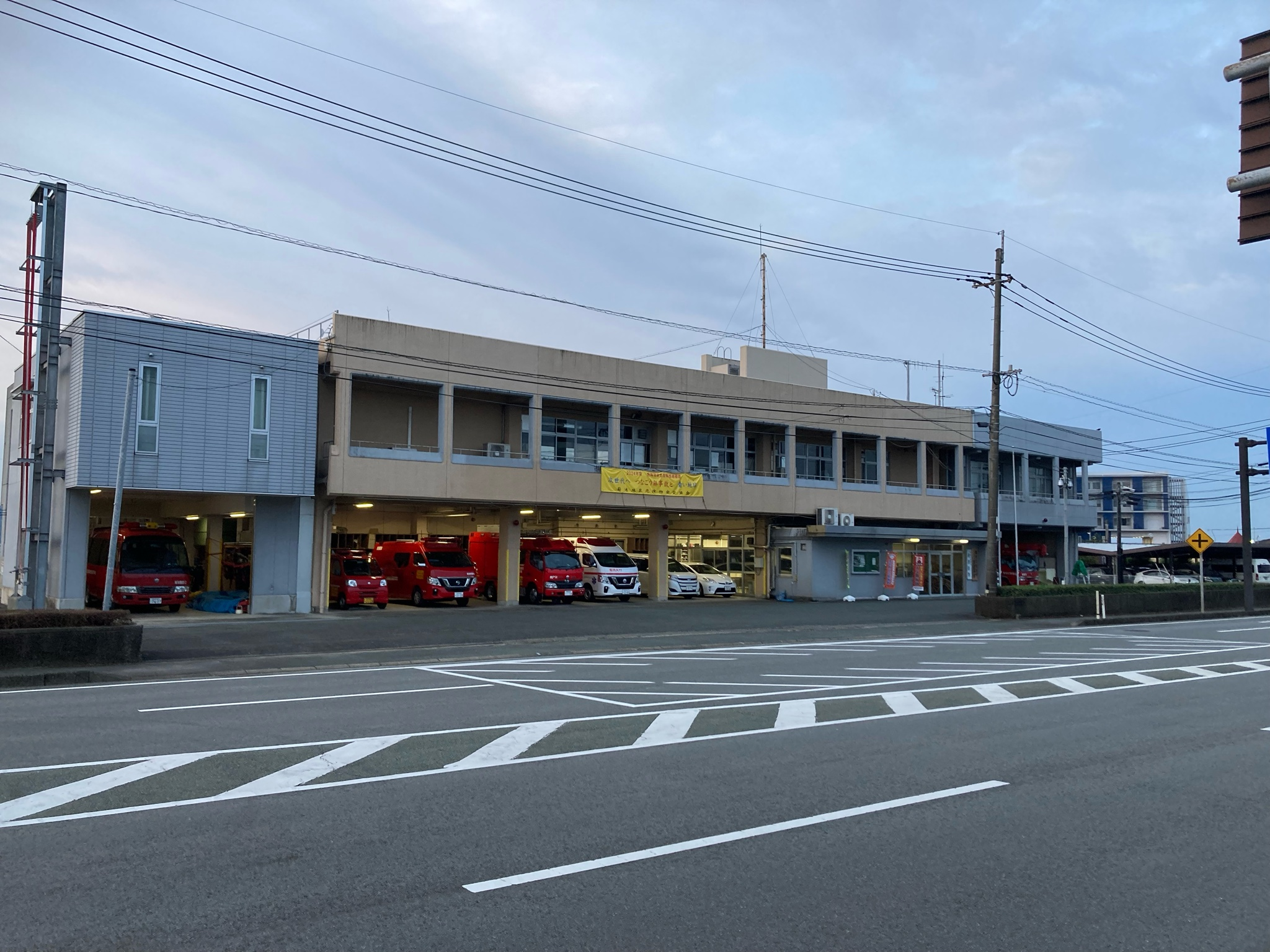
南消防署

| 消防署                     | 住所                |
| -------------------------- | ------------------- |
| 南消防署（消防本部と兼用） | 菊池郡菊陽町原水7-1 |
| 北消防署                   | 菊池市赤星2080      |
| 西消防署                   | 合志市合生4107-1    |
| 桜消防署                   | 合志市豊岡2218ｰ1    |

- 南消防署